# فوتورانتيم
فوتورانتيم هي بلدية في البرازيل، تتبع ساو باولو، بلغ عدد سكانها 95٬925  نسمة، في 2000، تبلغ مساحتها 183٫998 كيلومتر مربع.

## الموقع
تشترك في الحدود مع:
- Alumínio [الإنجليزية]‏
- Salto de Pirapora [الإنجليزية]‏.